# John Brian Ward-Perkins
John Brian Ward-Perkins (Bromley, 3 février 1912-Cirencester, 28 mai 1981) est un archéologue britannique, directeur de la British School at Rome de 1946 à 1974, père de Bryan Ward-Perkins. 

## Biographie
Il est le fils d'un officier de l’armée des Indes et est éduqué par ses grands-parents dans le Kent. Son instituteur le fait participer à des fouilles de John Linton Myres au prieuré de Butley (Suffolk), ce qui est à l'origine de sa vocation. 
Étudiant à Oxford, il est membre de fouilles médiévales et se spécialise sur l'âge du fer en Angleterre et en France. En 1934, il fouille à Gergovie dont il étudie la céramique puis analyse la céramique de l'âge de fer du sud-ouest de la France. 
Assistant au Musée de Londres (1936), il rédige sous les directives de Mortimer Wheeler, le catalogue des collections médiévales du Musée et fouille la villa romaine de Lockley (Kent). 
Professeur d'archéologie à l'Université royale de Malte (1939), il doit retourner en Angleterre lors de la déclaration de la guerre et s'engage comme volontaire sous les ordres de Wheeler en Afrique du Nord, ce qui lui permettra de continuer ses travaux archéologiques. 
Grâce à Wheeler, il gère la protection des antiquités sous le gouvernement militaire de Libye et visite alors les différents sites. Il se fascine pour Leptis Magna et en étudie l’architecture et la décoration. 
Lieutenant-colonel lors de la campagne d'Italie, il dirige la Monuments and Fine Arts Sub-Commission puis, après la guerre, est nommé directeur de la British School at Rome (1946). Il établit alors de fortes relations avec les archéologues italiens, en particulier les spécialistes de la Libye et avec Joyce Reynolds, rédige un catalogue des inscriptions de Tripolitaine, qui doit beaucoup aux chercheurs italiens. Il travaille aussi avec Richard George Goodchild (topographie), Jocelyn Toynbee (décoration architecturale) et Joyce Reynolds (épigraphie) et dirige un chantier à Sabratha avec Kathleen Kenyon en 1948 où il entreprend des fouilles à la curie, au forum et autour du théâtre, Kenyon étant chargée de la restitution chronologique des céramiques. 
Avec Goodchild, il mène d'importantes explorations de l'arrière pays côtier de la Tripolitaine, les deux hommes découvrant les premières installations rurales fortifiées de l'hinterland. Ils étudient aussi les défenses romaines et byzantines de Leptis Magna, ce qui aboutit au répertoire des antiquités chrétiennes de Tripolitaine et de Cyrénaïque. 
Après la mort de Goodchild, il continue les recherches au théâtre du marché à Cyrène et sur les maisons de Ptolémaïs. 
Dans le Sud de l'Étrurie, il analyse les photographies aériennes prises par la RAF dont il a constitué la collection pour la British School et associe durant vingt ans, de très nombreux chercheurs à ses travaux. Il se concentre sur la topographie de Véies et fait de la British School une institution majeure. Il fonde aussi l'archéologie de sauvetage qui se développera par la suite. 
Spécialiste de l'étude des marbres, il publie avec Donald Emrys Strong, un ouvrage sur le temple rond du Forum Boarium et sur le temple de Castor du forum romain et travaille sur les sarcophages pour établir les liens entre l'artisan et le client, pour analyser les conditions de commerce, de fabrication et de production. 
Ward-Perkins participe aussi à la fondation de l'International Association of Classical Archaeology, permet le rétablissement des grandes bibliothèques allemandes, crée les 'Fasti Archaeologici, réactive la systématisation des publications de la sculpture dans l'Empire romain dans le Corpus Signorum Imperii Romani, lance la Tabula Imperii Romani (carte de l'Empire romain). 
Associé au Supplementum Epigraphicum Graecum, il devient en 1957 Visiting Professor au Fine Arts Institute de New York. En 1977, on lui doit encore l'exposition sur Pompéi où il fouille une insula. 
Président du XIe Congrès international d'archéologie classique de Londres et de la Society of Libyan Studies, membre de la British Academy, président-fondateur de l'Union des instituts étrangers à Rome, « par ses travaux dont le champ d'application est d'une remarquable ampleur, il est l'un des plus grands représentants de l'archéologie classique ».

## Travaux
On lui doit plus d'une trentaine d'articles sur la Tripolitaine ainsi que, entre autres, les ouvrages suivants :
- Visigothic France, Archaeologia, vol.87, 1938
- Inscriptions of Roman Tripolitania, avec J. Reynolds, 1952
- The Shrine of St. Peter and the Vatican Excavations, avec Jocelyn Toynbee, 1956
- Hippolytus Sarcophagus from Trinquetaille, 1956
- Garland Sarcophagi from Proconnesos, 1958
- Mortimer Wheeler Memorial Lecture, 1971
- Cities of Ancient Greece and Italy, 1974
- Dyonisiac Sarcophagi in Baltimore, 1976
- Nicomedia and the Marble trade, Annual of the British School at Rome, 1980